# Juliette Mbambu Mughole
Pour les articles homonymes, voir Juliette.
Juliette Mughole Mbambu (née le 16 juin 1979 à Musienene dans la province du Nord-Kivu en RDC) est une femme politique et activiste congolaise, élue en 2006 et réélue en 2011 députée nationale aux élections législatives dans la circonscription électorale de Lubero en république démocratique du Congo,. Elle est la directrice générale de la Caisse générale d'épargne du Congo 2022 et la fondatrice du parti politique Alliance Congolaise de Lutte contre la Pauvreté (ACLP en sigle) et de la fondation Mughole,,.

## Biographie

### Jeunesse et éducation
Juliette Mughole Mbambu est née le 16 juin 1979 a Musienene dans la province du Nord-Kivu, fille cadette et dixième enfants de Paluku Malambo Etienne, ancien administrateur du territoire de Lubero, et Kavira Kyabusiku Jermaine. De la culture Nande, elle commence le commerce très jeune, vendeuse des produits alimentaires depuis l’âge de quatre ans et fait ses études à l'école primaire Butembo-cité à Butembo.
En 1994, marquée par les guerres et massacres de groupes rebelles de l'Armée de libération du Rwanda (actuellement les Forces démocratiques de libération du Rwanda) composé en grande partie des Forces armées rwandaises qui ont perdu la guerre en 1994 après une génocide des Tutsis au Rwanda, suivie de plusieurs massacres dans le Nord-Kivu,,, elle déménagea à Kinshasa pour rejoindre son frère ainé et obtient son diplôme d’État en science commercial à l’école d’application de l’UPN.
Elle a un master en Stratégie et Défense au Collège des Hautes Études de Stratégie et de Défense (CHESD), une école militaire à caractère administratif placé sous l'autorité du Chef d'État-Major des forces armées de la République démocratique du Congo créée par le gouvernement du président Joseph Kabila le 5 janvier 2016.

### Loisir
À Kinshasa, Juliette Mbambu Mughole sort en première année de licence à l'université pédagogique nationale sa première chanson, intitulée "Milelo ya bacongolais" (littéralement en français "Pleures de congolais") et s'adressa au gouvernement pendant la crise du carburant occasionnée par la deuxième guerre du Congo et l'assassinat du président Laurent-Désiré Kabila, qui ont été le point culminant de la crise en république démocratique du Congo.

## Parcours politique

### Débuts: Élections législatives du 30 juillet 2006
L'engagement politique de Juliette Mbambu Mughole commence en 2006. Convaincu par le pasteur de l'Église[Lequel ?] après l'avoir découverte à la télévision pour la promotion de sa chanson "Milelo ya bacongolais", elle annonce sa candidature aux élections législatives dans la circonscription de Lubero, dans la province du Nord-Kivu,. 
À la suite des résultats des élections, Juliette Mbambu Mughole est élue au scrutin uninominal majoritaire à un tour députée nationale de la première circonscription de Lubero pour siège à l'Assemblée nationale. Ses débuts à la chambre basse attirent sur lui l'attention des médias, principalement le fait de son plus jeune âge et d’être parmi les rares femmes députées nationales élues démocratiquement en République démocratique du Congo.

### Élections législatives du 28 novembre 2011
Juliette Mbambu Mughole mène la campagne pour les élections de 2011 en République démocratique du Congo. Elle annonce qu'elle brigue un nouveau mandat de député national dans la circonscription de Lubero aux élections législatives congolaise afin de renouveler les cinq cents membres de l'Assemblée nationale de la République démocratique du Congo.
Elle se présente aux élections législatives qui ont eu lieu le 28 novembre 2011 ou elle est majoritairement votée par des électeurs féminins. Le 13 janvier 2012, elle fut provisoirement annoncée par la Commission électorale nationale indépendante (CENI) réélue de Lubero, et définitivement le 26 janvier 2012, portant sur 432 des 500 sièges de l’Assemblée nationale à Kinshasa.

## Fondation Mughole
En 2016, Juliette Mbambu Mughole fonda une fondation portant son nom. Elle est enregistrée sous l’arrêté ministériel n° 1511 CAB/MIN/JGS&DH/2016 du 5 décembre 2016, accorda la personnalité juridique à l’Association sans but lucratif non confessionnelle dénommée « fondation Mughole », en sigle « FM ».
La fondation a pour but de lutter contre les violences sexuelles et permettre la réinsertion des victimes de guerres et de violences transformées négativement avec la méchanceté, lutte contre la pauvrette intégrale cause par les décennies de guerre à l’Est de la république démocratique du Congo,,.

## Détail des mandats et fonctions

### Mandats nationaux
- 2006 - 2011 : Députée nationale élue de Lubero, dans le Nord-Kivu.
- 2011 - 2018 : Députée nationale réélue de Lubero, dans le Nord-Kivu.

### Autres fonctions
- Depuis 2015 : Directrice du parti politique Alliance Congolaise de Lutte contre la Pauvreté[2].
- Depuis 2016 : Fondatrice et directrice de la Fondation Mughole.
- Depuis 2020 : Directrice adjoint de la Caisse générale d'épargne du Congo.
- Depuis 2022 : Directrice Générale de la Caisse générale d'épargne du Congo.